# Veatchita
La veatchita és un mineral de la classe dels borats. Rep el nom en honor de John A. Veatch (1808-1870), primera persona que va detectar bor en les aigües minerals de Califòrnia.

## Característiques
La veatchita és un borat de fórmula química Sr₂B₁₁O₁₆(OH)₅(H₂O). Els cristalls de veatchita tenen forma de plaques aplanades en {100}, allargades al llarg de [011], o de fibres prismàtiques fines amb {100}, {011}, {111}, {111}, amb altres formes en menor mesura, i mesuren fins a 2 cm; també apareix en forma de grups divergents i petites vetes transversal a la fibra. Existeixen tres politipus de la veatchita: veatchita-1M (originalment anomenada p-veatchita o veatchita-p), la qual cristal·litza en el sistema monoclínic, veatchita-2M i veatchita-A,la qual cristal·litza en el sistema triclínic. La seva duresa a l'escala de Mohs és 2.
Segons la classificació de Nickel-Strunz, la veatchita pertany a «06.EC - Filopentaborats» juntament amb els següents minerals: biringuccita, nasinita, gowerita, volkovskita, tuzlaïta, heidornita i brianroulstonita.

## Formació i jaciments
La veatchita és un mineral que es troba poc freqüentment en dipòsits d'evaporites de borat formardes per l'activitat volcànica. Va ser descoberta a la mina Lang, al dipòsit de borats de Tick Canyon (Comtat de Los Angeles, Califòrnia, Estats Units). També ha estat descrita en altres indrets dels Estats Units i a Alemanya, el Canadà, el Kazakhstan, Mèxic, el Regne Unit, Rússia, Sèrbia i Turquia.
Sol trobar-se associada a altres minerals com: howlita i colemanita.